# Kevin Kampl
Kevin Kampl (* 9. Oktober 1990 in Solingen, Deutschland) ist ein slowenischer Fußballspieler. Der Mittelfeldspieler steht seit der Saison 2017/18 beim Bundesligisten RB Leipzig unter Vertrag.

## Familie
Kevin Kampls Eltern waren in jungen Jahren aus dem damals jugoslawischen Maribor in die Bundesrepublik Deutschland ausgewandert und ließen sich im nordrhein-westfälischen Solingen nieder. Dort arbeiteten sie in einem Autohaus. 1990 kam Kampl in Solingen zur Welt und wuchs auch dort auf. Er hat zwei ältere Brüder, die beide im Amateurbereich Fußball spielten. Kampl besitzt nicht die deutsche Staatsangehörigkeit, kündigte jedoch im Juli 2019 an, diese zu beantragen.

## Vereinskarriere

### Erste Erfahrungen im Aktivenbereich
Kampl begann im Alter von vier Jahren beim VfB Solingen mit dem Fußballspielen. In der Folgezeit überzeugte er im Nachwuchs der Solinger und fiel Sichtern des Bundesligisten Bayer 04 Leverkusen auf, bei dem er ein Probetraining absolvierte. Infolgedessen wechselte Kampl 1997 in den Nachwuchs des Vereins. Hier durchlief er ab diesem Zeitpunkt sämtliche Jugendmannschaften und wurde ab 2009 auch in der zweiten Mannschaft eingesetzt. Sein Debüt im Seniorenbereich gab er am 6. Juni 2009 (34. Spieltag der viertklassigen Regionalliga West) bei der 1:3-Heimniederlage gegen die zweite Mannschaft von Borussia Mönchengladbach, als er in der 79. Spielminute für Rico Weiler eingewechselt wurde.

### Profivertrag und Leihe zur SpVgg Greuther Fürth
Im März 2010 erhielt Kampl einen Profivertrag in Leverkusen, kam aber bis zum Saisonende nicht bei der Profimannschaft zum Einsatz. Zur Saison 2010/11 wechselte er auf Leihbasis zum damaligen Zweitligisten SpVgg Greuther Fürth. Sein Profidebüt gab er am 29. Oktober 2010, als er am zehnten Spieltag der 2. Bundesliga eingewechselt wurde. Bei den Fürthern konnte sich Kampl keinen Stammplatz erkämpfen, hierbei spielten auch Verletzungen eine Rolle. Im Januar 2011 wurde der Leihvertrag aufgelöst.

### Erfolglose Rückkehr und Leistungsträger in Osnabrück
Bei Bayer 04 Leverkusen spielte er zwar auch fast ausschließlich im Viertligateam, wurde aber auch in den Kader der ersten Mannschaft aufgenommen und kam am 24. Februar 2011 bei der Europa-League-Partie gegen Metalist Charkiw zu seinem ersten Pflichtspieleinsatz für Leverkusen.
Im Sommer 2011 heuerte er beim VfL Osnabrück an, der zuvor aus der 2. Bundesliga abgestiegen war. Kampl absolvierte in der folgenden Saison 35 Partien, in denen er zwei Tore erzielte und fünf Torvorlagen gab. Mit einem vom Sportmagazin Kicker vergebenen Notenschnitt von 2,87 war er in dieser Saison der beste Osnabrücker Spieler.

### Über Aalen nach Salzburg
Nach einem Jahr nutzte Kampl im Sommer 2012 eine in seinem Vertrag vereinbarte Ausstiegsklausel und schloss sich dem VfR Aalen an, der – anders als Osnabrück – in die 2. Bundesliga aufgestiegen war. Er unterschrieb dort einen Vierjahresvertrag. Diesen erfüllte er jedoch nur für rund zwei Monate: Noch innerhalb derselben Wechselperiode verließ Kampl – nach zwei Toren und zwei Torvorlagen in den bisherigen drei Ligaspielen sowie einer weiteren Torvorlage im Erstrundenspiel des DFB-Pokals – den VfR am 31. August 2012 wieder und wechselte zum österreichischen Meister FC Red Bull Salzburg. Bei den Salzburgern unterschrieb er ebenfalls einen Vierjahresvertrag.
Er hatte mit vier Toren und neun Torvorlagen Anteil am zweiten Platz der Salzburger in der Bundesliga. In der folgenden Spielzeit qualifizierte er sich mit dem Klub für die Teilnahme an der Europa League – nach dem Scheitern in der Qualifikation zur Champions League –, kam zu neun Einsätzen und erzielte drei Tore. In der Gruppenphase wurde Salzburg Gruppensieger; im Sechzehntelfinale wurde Ajax Amsterdam besiegt; gegen den FC Basel war im Achtelfinale Endstation. In der Liga war Kampl zu 33 Einsätzen und neun Treffern gekommen. Am Ende der Spielzeit stand der Meistertitel. In der Spielzeit 2014/15 scheiterte Kampl mit Salzburg in der Qualifikation zur Champions League, nachdem man sich vorher gegen FK Qarabağ Ağdam durchgesetzt hatte, an Malmö FF. Kampl kam in allen vier Spielen zum Einsatz und gab eine Torvorlage. In der Liga kam er zu 18 Einsätzen (fünf Tore, sieben Vorlagen). In der Europa League kam er in allen sechs Spielen zum Einsatz, gab vier Torvorlagen und traf ebenso oft ins Tor. Am Ende der Gruppenphase stand für die Salzburger der Gruppensieg.

### Borussia Dortmund
Zum 1. Januar 2015 kehrte Kampl nach Deutschland zurück und schloss sich Borussia Dortmund an. Dort lief sein Vertrag bis zum 30. Juni 2019. Bis Saisonende bestritt er 16 Pflichtspiele für den BVB.

### Erneute Rückkehr zu Bayer 04

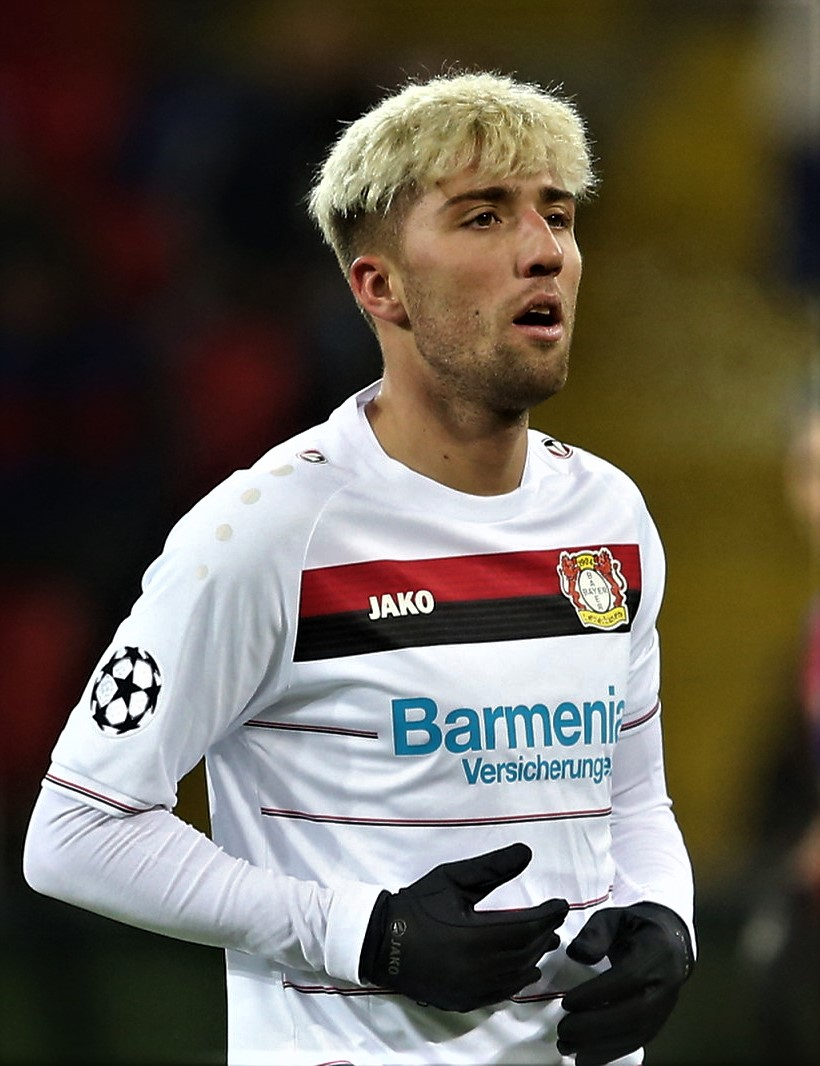
Kevin Kampl als Spieler von Bayer 04, 2016

Mangels Aussicht auf mehr Einsatzzeiten unter dem neuen Trainer Thomas Tuchel verließ Kampl den BVB zur folgenden Saison und schloss sich seinem Jugendverein Bayer Leverkusen an. Er erhielt einen bis 2020 laufenden Vertrag. Sein erstes Bundesligaspiel für Bayer Leverkusen absolvierte er am 12. September 2015 bei der 0:1-Niederlage im Heimspiel gegen den SV Darmstadt 98, als er in der 58. Minute für Christoph Kramer eingewechselt wurde. Am 26. September 2015 erzielte er sein erstes Tor in der deutschen Bundesliga mit dem Treffer zum 3:0-Endstand der Leverkusener im Spiel bei Werder Bremen.
In einem Interview mit dem Kicker-Sportmagazin Ende Juni 2017 äußerte Kampl, nicht wieder für den Verein spielen zu wollen. Er begründet darin diesen Wunsch unter anderem mit der Entlassung seines langjährigen Trainers Roger Schmidt im März des Jahres, dessen Abgang ihn getroffen habe. Weiter äußerte er den Gedanken, seinem ehemaligen Trainer ggf. in die Volksrepublik China, wo Schmidt den Erstligisten Beijing Guoan betreute, zu folgen. Tatsächlich verhandelte Bayer 04 Leverkusen im Juli mit Beijing Guoan über einen Wechsel Kampls; dieser kam jedoch vor dem Ende der Transferperiode in der VR China am 14. Juli nicht zustande. In einem Gespräch mit Sky Sport zwölf Tage später relativierte Kampl seine Aussage aus dem Monat zuvor insoweit, dass für ihn festgestanden habe, dass, wenn der Transfer nach Peking nicht zustande komme, er „Spieler von Bayer 04“ bleibe und sich „mit dem Klub zu einhundert Prozent“ identifiziere. Dem Kölner Stadt-Anzeiger gegenüber offenbarte Kampl, dass sich seine feste Absicht, Leverkusen zu verlassen, auf den Verhandlungsstand beider Vereine gestützt, wonach es gegen einen Wechsel „eigentlich kaum Zweifel“ gegeben habe. Ausschließen wollte Kampl einen Wechsel in die VR China zu einem späteren Zeitpunkt nicht.

### RB Leipzig
Trotz seiner vorherigen Aussagen verließ Kampl den Verein doch noch am 31. August 2017, während der Saison 2017/18, und wechselte zum Ligarivalen RB Leipzig.
Sein Vertrag in Leipzig läuft bis 2026.

## Nationalmannschaft
Nach einem Einsatz für die U20-Auswahl debütierte Kampl am 13. November 2009 beim 1:0-Sieg im EM-Qualifikationsspiel in Nova Gorica gegen Malta für die slowenische U21-Nationalmannschaft. Durch eine 1:2-Niederlage im letzten Spiel am 6. September 2012 in Maribor gegen Schweden verpasste die slowenische U21-Nationalelf den Gruppensieg und die damit einhergehende Teilnahme an den Ausscheidungsspielen zur U21-Europameisterschaft 2013 in Israel. In diesem Spiel lief Kampl letztmals für diese Altersklasse auf.
Am 12. Oktober 2012 lief Kampl beim 2:1-Sieg im WM-Qualifikationsspiel in Maribor gegen Zypern erstmals für die Slowenische Fußballnationalmannschaft auf. In der Qualifikation für die Endrunde 2014 in Brasilien kam Kampl zu sieben Einsätzen, in denen er ein Tor erzielte, und verpasste mit der Auswahl knapp den zweiten Platz in der Gruppe, der zur Teilnahme an den Ausscheidungsspielen berechtigt hätte. In der folgenden Qualifikation für die Europameisterschaft 2016 in Frankreich spielte Kampl achtmal und qualifizierte sich als Dritter für die Ausscheidungsspiele, in denen die Slowenen gegen die Ukraine ausschieden. Im Oktober 2016 sagte Kampl für die WM-Qualifikationsspiele gegen die Slowakei sowie gegen England ab, wofür er kritisiert wurde. Am 6. September 2018 lief er bei der 1:2-Niederlage im Gruppenspiel in der Liga C der UEFA Nations League in Ljubljana gegen Bulgarien letztmals für die slowenische A-Nationalmannschaft auf. Am 9. November 2018 trat Kampl nach insgesamt 28 Partien im Alter von 28 Jahren aus der Nationalmannschaft zurück.

## Erfolge und Auszeichnungen
Erfolge
- Österreichischer Meister: 2014
- Österreichischer Cupsieger: 2014
- DFB-Pokal-Sieger: 2022, 2023
- DFL-Supercup-Sieger: 2023

Auszeichnungen
- Fußballer des Jahres (Slowenien): 2013
- VdF-Spieler des Jahres (Bruno): 2014